# NGC 5250
NGC 5250 (другие обозначения — UGC 8594, MCG 9-22-85, ZWG 271.53, PGC 47997) — линзообразная галактика (S0) в созвездии Большая Медведица.
Этот объект входит в число перечисленных в оригинальной редакции «Нового общего каталога».